# Cattedrale di Lichfield

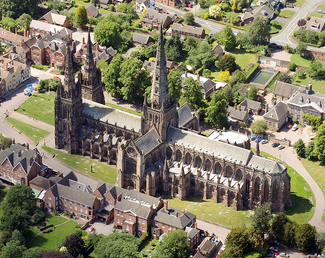
Vista dall'alto, novembre 2011

La cattedrale di Lichfield, anche nota come cattedrale della Beata Vergine Maria e San Chad (in inglese Cathedral Church of the Blessed Virgin Mary and St Chad), è la chiesa principale della diocesi anglicana di Lichfield, nello Staffordshire (Inghilterra). È l'unica cattedrale gotica inglese con tre guglie, chiamate anche the Ladies of the Vale, le signore della Vallata.
La chiesa è lunga all'interno 113 metri e larga 21. La guglia centrale è alta 77 metri e le torri in facciata circa 58 metri.
L'edificio è costruito con arenaria proveniente da una cava a sud della città. La cattedrale come tutta la città subì seri danni durante la guerra civile inglese, tra l'altro con la perdita delle vetrate, sostituite in seguito, in particolare quelle della Cappella della Madonna, alti esempi di vetreria fiamminga, provenienti dall'Abbazia di Herkenrode, in Belgio, portate in Inghilterra nel 1801, dopo la dissoluzione dei monasteri in epoca napoleonica.